# San Marino Baseball Club
San Marino Baseball Club – sanmaryński klub baseballowy grający w lidze Italian Baseball League.

## Historia Klubu
Klub został założony w 1970. Wówczas rozpoczął współzawodnictwo w serie D. W 1974 drużyna awansowała do serie C, a w 1980 do serie B. W 1985 awansowali do najwyższej klasy rozgrywkowej we Włoszech, wówczas pod nazwą serie A. W 1992 wystąpili w Pucharze Europy, w którym do dziś bierze regularny udział.
W 2006 roku drużyna została mistrzem Włoch. Dzięki temu wystąpili w Pucharze Europejskim CEB, w którym zwyciężyli. W 2008, 2011, 2012 i 2013 wygrali ligę włoską, w 2009 roku ponownie zdobyli tytuł mistrzów Włoch, a w 2011 zwyciężyli po raz drugi w Pucharze Europejskim CEB.

### Sukcesy
Italian Baseball League:
 Mistrzostwo: 2008, 2011, 2012, 2013
 Wicemistrzostwo: 2005, 2009
Puchar Włoch:
 Mistrzostwo: 2006, 2011
Puchar Europejski CEB:
 Mistrzostwo: 2006, 2006
 Wicemistrzostwo: 2001, 2008
 3. miejsce: 2003

## Aktualny skład

### Łapacze
| nr. | Kraj   | Zawodnik        |
| --- | ------ | --------------- |
| 28  | Włochy | Simone Albanese |
| 55  | Włochy | Mattia Reginato |

### Miotacze
| nr. | Kraj              | Zawodnik            |
| --- | ----------------- | ------------------- |
| 8   | Włochy            | Michele Meschini    |
| 16  | San Marino        | Alessandro Ercolani |
| 7   | Włochy            | Ilo Bartolucci      |
| 34  | Stany Zjednoczone | Vicente Bonilla     |
| 20  | Włochy            | Gregory Palanzo     |
| 45  | Włochy            | Peter Avvento       |
| 22  | Włochy            | Tiago Da Silva      |
| 24  | Włochy            | Luca Martignoni     |
| 53  | Hiszpania         | Iván Granados       |
| 33  | Szwecja           | Christian Staehely  |
| 26  | Wenezuela         | Darwin Cubillán     |

### Wewnątrzpolowi
| nr. | Kraj      | Zawodnik            |
| --- | --------- | ------------------- |
| 19  | Włochy    | Francesco Imperiali |
| 35  | Włochy    | Jairo Ramos Gizzi   |
| 30  | Wenezuela | William Vásquez     |
| 3   | Włochy    | Anthony Granato     |
| 5   | Włochy    | Giovanni Pantaleoni |
|     | Argentyna | Pablo Leone         |

### Zapolowi
| nr. | Kraj       | Zawodnik         |
| --- | ---------- | ---------------- |
| 10  | Włochy     | Lorenzo Avagnina |
| 6   | Wenezuela  | Carlos Durán     |
| 31  | Włochy     | Laidel Chapelli  |
| 43  | Włochy     | Riccardo Suardi  |
| 14  | San Marino | Matteo Forcelini |